# Longworth
Longworth är en ort och civil parish i Storbritannien.   Den ligger i grevskapet Oxfordshire och riksdelen England, i den södra delen av landet, 90 km väster om huvudstaden London. Longworth ligger 93 meter över havet och antalet invånare är 848.
Terrängen runt Longworth är platt. Runt Longworth är det ganska tätbefolkat, med 207 invånare per kvadratkilometer. Närmaste större samhälle är Oxford, 14,2 km nordost om Longworth. Trakten runt Longworth består till största delen av jordbruksmark.